# 利奇菲爾德 (新罕布什爾州)
利奇菲爾德（英語：Litchfield）是一個位於美國新罕布什爾州希爾斯波羅縣的鎮。

## 人口
根據2020年美國人口普查的數據，利奇菲爾德的面積為39.64平方千米，當中陸地面積為38.65平方千米，而水域面積為0.99平方千米。當地共有人口8478人，而人口密度為每平方千米214人。